# Cantonul Anduze
Cantonul Anduze este un canton din arondismentul Alès, departamentul Gard, regiunea Languedoc-Roussillon, Franța.

## Comune
- Anduze (reședință)
- Bagard
- Boisset-et-Gaujac
- Générargues
- Massillargues-Attuech
- Ribaute-les-Tavernes
- Saint-Sébastien-d'Aigrefeuille
- Tornac